# كريستيان فرنانديز
كريستيان فرنانديز (بالإسبانية: Christian Fernández)‏ هو لاعب كرة قدم أرجنتيني، ولد في 15 يوليو 1979 في بوينس آيرس في الأرجنتين. لعب مع أوداكس إيتاليانو ونادي راسينغ ونادي سبيزيا ونادي فينيزيا ونادي لاردة وهوراكان.

## وصلات خارجية
- كريستيان فرنانديز على موقع قاعدة بيانات كرة القدم.إي يو (الإنجليزية)